# Anicet Abel
Pour les articles homonymes, voir Abel (homonymie).
Anicet Andrianantenaina Abel (né le 13 mars 1990 à Antananarivo) est un footballeur international malgache. Il est évolue en tant milieu de terrain au Maccabi Bnei Reineh, en première division israélienne.

## Carrière

### En club
Anicet Andrianantenaina commence son parcours junior avec le club de l'Ajesaia, avant de rejoindre l'AJ Auxerre en 2004. En 2009, il intègre le groupe professionnel ; toutefois, jusqu'à son départ en fin de saison 2011 à l'issue de laquelle, il n'est pas conservé, il n'évolue qu'avec l'équipe CFA et ne compte aucune apparition en Ligue 1.
Il est alors recruté par le club bulgare du PSFC Chernomorets Bourgas avec lequel il marque six buts en onze matchs de championnat. Il quitte ce club en janvier 2012, sous le prétexte d'une volonté de prendre sa retraite sportive de façon anticipée et de rentrer à Madagascar.
Toutefois, il rejoint lors de l'intersaison 2011-2012, le club du PFC CSKA Sofia, avec lequel il joue son premier match européen, en Ligue Europa 2012-2013, le 19 juillet 2012.
Il est finaliste de la coupe de Bulgarie avec Botev Plovdiv en 2014.

### En sélection nationale
Anicet Andrianantenaina participe à un premier rassemblement en 2007 en équipe nationale, mais sans toutefois prendre part au jeu. Il dispute son premier match avec les Barea le 6 septembre 2015 face à l'Angola lors des éliminatoires de la CAN 2017. Il inscrit son premier but un mois plus tard, le 13 octobre 2015, face à la République centrafricaine, sur pénalty.
Le 22 juin 2019, lors de leur premier match de poule, il inscrit le premier but de la sélection malgache contre la Guinée, ce qui fait de lui le premier malgache à marquer en coupe d’Afrique.
À la suite de la retraite internationale de Faneva Andriatsima, il obtient le brassard de capitaine des Bareas depuis les Qualifications à la coupe d'Afrique des nations 2021.

## Palmarès

### Ludogorets Razgrad
- Champion de Bulgarie en 2015, 2016, 2017, 2018 et 2021
- Vainqueur de la Coupe de Bulgarie en 2018
- Finaliste de la Coupe de Bulgarie en 2017